# Тиазовивин
Тиазовивин (Thiazovivin) это 2,4-дизамещенный тиазол, вещество, которое способствует выживанию человеческих стволовых клеток во время их культивирования. поскольку он стабилизируя  E-кадгерин на поверхности клетки защищает их от аноикиса из-за разрыва связей с внеклеточным матриксом. С его помощью эффективность получения индуцированных плюрипотентных стволовых клеток (ИПСК) удалось повысить более чем в  200 раз. Поэтому его включают во многие прописи по получению ИПСК с целью повышения эффективности перепрограммирования клеток.
Тиазовивин облаладает способностью ингибитровать Rho-ассоциированную протеинкиназу (ROCK) - фермент участвующий во множестве внутриклеточных процессов. и регулирующий во многих типах клеток сигнальные пути, связанные с фиброзом и повышением жесткости тканей.